# Asociația Studenților Creștini Ortodocși din România
Asociația Studenților Creștini Ortodocși din România (acronim ASCOR) este o organizație având drept scop promovarea credenței creștine și a spiritualității ortodoxe în mediile universitar și preuniversitar.

## Istoric
La 14 iunie 1990 la inițiativa unor studenți și doctoranzi la diferite facultăți s-a înființat la București, cu binecuvântarea Sfântului Sinod al Bisericii Ortodoxe Române, Asociația Studenților Creștini – Ortodocși din România.

## Organizare
A.S.C.O.R. are un caracter național, cu filiale în toate centrele universitare din țară: Sibiu, Craiova, Alba Iulia, Oradea, Timișoara, Baia Mare, Iași, Suceava, Bacău, Galați, Constanța și altele.
Asociația are următoarele departamente:
- Misionar-Duhovnicesc
- Social-Filantropic
- Cultură și Tradiție
- Sport, Turism și Recreație
- Resurse Umane
- Media și Comunicare

În urma unei Consfătuitorii ASCOR din anul 2011 ziua oficială a asociatiei este de Ziua Sfintei Treimi. Asociatia mai sărbătorește în 2 februarie Ziua Internațională a Tineretului Ortodox, instituită în iunie 1992, în cadrul celei de a 14-a Adunări Generale a Syndesmos – Organizația Mondială a Tineretului Ortodox.

## Misiunea asociației
Misiunea asociației este promovarea credinței creștine și a spiritualității ortodoxe, cu prioritate în mediile universitar și pre-universitar. A.S.C.O.R. urmărește, de asemenea, apărarea drepturilor tinerilor și conștientizarea îndatoririlor acestora pe care le au față de biserică, neam și familie.
Mijloacele prin care A.S.C.O.R. își atinge aceste scopuri sunt: organizarea de tabere creștine, pelerinaje, drumeții pe munte, conferințe, activități filantropice, editarea de reviste, diverse activități de voluntariat, realizarea de programe proprii și colaborări cu instituții educaționale și diverse organizații neguvernamentale etc).
Dintre aceste activități trebuie scoase in evidenta  Întâlnirile Internaționale ale Tinerilor Ortodocși organizate anual începând din 2016, la care au participat 3000—5500 de tineri.

## Paraclise
După înființarea ASCOR,, mai mulți studenți aparținând facultăților din București au solicitat Patriarhiei române să li se ofere o biserică. Patriarhul Teoctist le-a dat spre slujire Biserica Sfântul Nicolae – Centru (fosta Biserica Rusă din București), aflată chiar în fața Universității din Bucureștii. 
Ulterior, cu prilejul contracției noului campus al Universității Politehnica din București, Asociația Studenților Creștini Ortodocși din România a solicitat construirea unei capele pentru politehnicieni. Cererea a fost susținuta de profesorul Gheorghe Zgură, rectorul Universității Politehnica. Ca urmare a acestor eforturi, lângă rectorat a fost construită Biserica „Sfântul Grigore Palamas”.